# Raymond Houdart
Raymond Houdart, né le 22 octobre 1913 à Melun et mort le 24 novembre 2008 à Paris, est un neurochirurgien français honoraire des hôpitaux, membre de l'Académie de médecine, professeur honoraire et ancien doyen de la faculté de médecine Lariboisière-Saint Louis, de l'université de Paris VII.

## Distinctions
- Chevalier de la Légion d'honneur
- Chevalier de l'ordre national du Mérite
- Croix de guerre 1939–1945

## Publications
Il est l'auteur de plusieurs ouvrages de neurologie et de nombreux articles de neurologie et neurochirurgie, parmi lesquels : 
- Le cerveau de l'hominisation. Du primate à l'homme : naissance du langage, de la pensée et de la conscience,  éd. Maïade, 2002  (ISBN 2-9517987-1-7)
- Le système nerveux de l'homme, Mercure de France, 1990  (ISBN 2-7152-1618-1)
- Introduction à la neurologie,  éd. Asclepios, Paris, en 2 volumes : Les syndromes topographiques et l'examen neurologique 1973  (ISBN 2-85335-002-9) et Les grandes étiologies 1974  (ISBN 2-85335-005-3)